# 大韓佛教華嚴宗
大韓佛教華嚴宗（韓語：대한불교 화엄종）是一個大韓民國佛教派別，由韓永錫宗師創始於1996年10月21日、仁川市新興洞1之4，屬於元曉思想。
此宗派以釋迦為本尊，元曉大師為創始祖，所依的經典是《華嚴經》，宗旨在於實踐大乘佛教的菩薩行，修行成華嚴的觀、止，以見性成佛與念佛往生為目的。
其中央行政機構總務院在仁川廣域市南洞區的藥師寺。

## 註腳
1. ↑  종교·철학 > 한국의 종교 > 한국의 불교 > 한국불교의 종파 > 대한불교화엄종[永久], 《글로벌 세계 대백과사전》